# Fuerzas Bolivarianas de Liberación - Ejército Libertador
Las Fuerzas Bolivarianas de Liberación - Ejército Libertador (FBL - EL) o Fuerzas Patrióticas de Liberación Nacional (FPLN) es una organización guerrillera comunista operativa en Venezuela. Este grupo proclama combatir por una interpretación izquierdista del bolivarianismo.

## Historia
Luego del primer y Segundo intento de golpe de Estado de Venezuela de 1992 por parte de Hugo Chávez y sus cómplices, el FBL se formó en 1992 como una milicia nacionalista de izquierda para defenderse contra la posible entrada de brigadas paramilitares colombianas y la "invasión de las fuerzas imperialistas". Activa en la frontera entre ambos países.
Antes de la elección de Hugo Chávez, se alegó que el FBL había estado involucrado con movimientos estudiantiles, incluido Utopía, un movimiento estudiantil de izquierda liderado por Hugo Cabezas y Tareck El Aissami en la Universidad de los Andes. Tras el ascenso de Hugo Chávez y el establecimiento de la Revolución bolivariana, el FBL comenzó a apoyar a Chávez.
Tras esto las FBL crecieron un 50% en 2005. Según sus propios miembros afirman, tienen más de 4000 combatientes activos en el Alto Apure, estado Apure. El FBL también operaba con la complicidad del gobierno local chavista de Apure, siendo el alcalde chavista Jorge Rodríguez Gómez el jefe de Alto Apure.

## Atentados terroristas
El grupo ha sido acusado de reclutar jóvenes para convertirlos en niños soldados, acusaciones que han sido rechazadas por sus portavoces. El 23 de septiembre de 1992 el presidente de la Confederación de Trabajadores de Venezuela, Antonio Ríos, es víctima de un atentado en su contra al ser blanco de disparos que le dejaron gravemente herido. El perpetrador se identificó como César Peña, integrante de las Fuerzas Bolivarianas de Liberación.
Fueron señalados como responsables de los atentados de Caracas de 2003, donde en el lugar de la explosión se hallaron panfletos del movimiento. El movimiento y la Coordinadora Simón Bolívar negaron la responsabilidad y participación en los hechos, repudiando los atentados y señalándolos como un intento de desestabilización.
La División Federal de Investigación de la Biblioteca del Congreso de Estados Unidos escribió en ese momento que el FBL trabajaba con el grupo guerrillero colombiano de izquierda, Fuerzas Armadas Revolucionarias de Colombia (FARC), para secuestrar y extorsionar a venezolanos cerca de la frontera entre Colombia y Venezuela. El FBL también se encargó de luchar contra la supuesta "intervención de los EE. UU. y otras fuerzas extranjeras".